# 草津市立矢倉小学校
草津市立矢倉小学校（くさつしりつやぐらしょうがっこう）は、滋賀県草津市矢倉2丁目にある公立小学校。

## 沿革
- 1977年（昭和52年）10月13日 - 矢倉小学校校章選定委員会により、校章が制定される[注 1]。
- 1978年（昭和53年）
  - 4月 - 草津市立草津小学校から分離し、当校が開校する[2]。
  - 5月 - 前庭学級園が完成する。
  - 8月 - プールが完成する。
  - 9月 - 校歌を制定する。
- 1979年（昭和54年）3月 - ちびっこ広場が完成する。
- 1981年（昭和56年）4月 - フラワー・ブラボー・コンクール（略称・FBC）の春花壇中央審査で優秀賞を、同年秋に優良賞をそれぞれ受賞する。
- 1983年（昭和58年）
  - 4月 - フラワー・ブラボー・コンクール（略称・FBC）の春花壇中央審査で優秀賞を受賞する。
  - 7月 - 滋賀県遠泳推進校の指定を受ける。
- 1984年（昭和59年）
  - 8月 - 宮ヶ浜水泳場で遠泳大会を実施する。
  - 11月 - MBSこども音楽コンクールで優良賞を受賞する。以降、1991年（平成3年）まで同賞を複数回受賞する。
- 1988年（昭和63年）11月 - ザッツマイスクール推進事業を実施。テーマは 「音楽で築くぼくの学校わたしの地域」であった。
- 1989年（平成元年）8月 - NHK全国学校音楽コンクールで優良賞を受賞する。
- 1990年（平成2年）2月 - 読書感想画中央コンクールで優良賞を受賞する。
- 1992年（平成4年）1月 - お話を絵にするコンクールで学校賞を受賞する。
- 1993年（平成5年）1月 - お話を絵にするコンクールで学校賞を受賞する。
- 1994年（平成6年）
  - 1月 - コンピューター室が完成する。
  - 3月 - 防火ポスター優秀学校賞を受賞する。
  - 10月 - 学校保健推進学校奨励校と学校保健統計調査優秀校を受賞する。
- 1995年（平成7年）
  - 6月 - 老人クラブとのふれあい活動を実施する。
  - 12月 - かんぽ作文コンクールで優秀学校賞を受賞する。
- 1996年（平成8年）7月 - 第1回「矢倉っ子まつり」を実施する。
- 1997年（平成9年）3月 - 多目的室（木造教室）八楽っ子ルームが完成する。
- 1998年（平成10年）
  - 4月 - 地域協働合校推進事業を開始する。
  - 9月 - 「矢倉学区地域協働合校を進める会」が発足する
- 1999年（平成11年）3月 - コンポストを設置する。
- 2000年（平成12年）
  - 1月 - 日動火災教育振興基金で学校研究の部の表彰を受ける。
  - 4月 - 草津市ことばの教室が草津市立草津第二小学校より移転する。
- 2003年（平成15年）
  - 2月 - 防火ポスターで最優秀学校賞を受賞する。
  - 8月 - 校内で大規模改修を行う。
- 2004年（平成16年）9月 - NHK全国学校音楽コンクール近畿ブロックで奨励賞を受賞する。
- 2005年（平成17年）8月 - 体育館の大規模改修を行う。
- 2006年（平成18年）9月 - 正門に電気錠を整備する。
- 2008年（平成20年）12月 - 日本サッカー協会（略称・JFA）が「夢プロジェクト」を開催。プロサッカー選手（Jリーグ所属選手）[誰?]が来校する。
- 2010年（平成22年）3月 -  電子黒板など、ICT教育機器を整備する。
- 2011年（平成23年）
  - 3月 - 校舎南校舎増築工事（1階2教室）が完成する。
  - 4月 - ライオンズクラブが大型テレビを当校に寄贈する。
  - 5月 - 学校図書館に司書を配置する。
  - 8月 - 全教室にエアコンの設置が完了する。
- 2012年（平成24年）
  - 1月 - お話を絵にするコンクールで学校賞を受賞する。
  - 2月 - 草津市国語力向上事業で教育長賞を受賞する。
  - 3月 - のびっこ矢倉の増築工事が完成する。同月、防災備蓄庫を設置する。
  - 12月 - 第49回全国児童才能開発コンテストの図画部門で学校奨励賞と才能開発教育研究財団理事長賞を受賞する。
- 2013年（平成25年）
  - 1月 - 防火ポスターが最優秀学校賞を受賞する。
  - 2月 - 矢倉風景の記憶絵が完成し、お披露目会を開催する。
  - 10月 - ダイワハウス「桜プロジェクト」記念植樹を開催する。
  - 11月 - 道徳教育総合支援事業発表大会を開催する。
- 2014年（平成26年）4月 - 文部科学大臣から「子どもの読書活動優秀実践校」として表彰を受ける[4]。
- 2016年（平成28年）3月 - 日本漢字能力検定協会より奨励賞を受賞する。同月、平和堂によってちびっこ広場にモミジの樹の植樹が行われる。
- 2017年（平成29年）10月 - 開校40周年記念として、PTAからテント1張・傘立て23個・パイプ椅子300脚の寄贈を受ける。
- 2018年（平成30年）4月 - 矢倉小通級指導教室を開設する。
- 2019年（令和元年）2月 - 矢倉小キャラクター「やっくん」が誕生する。同キャラクターは学校通信の「やぐら通信」などに登場する[5]。
- 2021年（令和3年）12月 - ロンドンオリンピック参加選手[誰?]が来校し、「オリパラ講話」を開催する。
- 2022年（令和4年）12月 - 全校道徳「サンヤレ踊り[6]を知ろう」を実施する。

（注記なき出典：）

## 基礎データ

### 象徴
- 校歌 - 作詞：久松平八郎、作曲：山田浅蔵[3]
- 校章 - 「や」の字を図案化し、翼と円が描かれたもの。両翼は「雄飛」、円は「友愛」を表している[3][8]。

### スローガン
- 校訓 - 地域協働合校 〜地域とともに作る学校〜[1]
- 教育目標 - 豊かな心と確かな学力を身につけ、学び続ける子どもの育成[3][9]
- 合言葉 - 『いそがばまわれ』チャレンジしよう。経験は宝物[9]。

## 通学区域
- 草津市
  - 矢倉1丁目・2丁目と東矢倉1丁目 - 4丁目の全域、西矢倉・追分・追分南の一部[10]

## 主な進学先
- 草津市立高穂中学校[10]

## アクセス
鉄道
- JR琵琶湖線（東海道本線）南草津駅下車、徒歩約7分[11]。

バス
- 近江鉄道バス・帝産湖南交通「野路北口」停留所下車、徒歩約3分[11]。

## 著名な卒業生
- 左官磨育（元バスケットボール選手）[12]
- 若原智哉（プロサッカー選手）[13]